# Escudo de Cali
El escudo de armas de Santiago de Cali es el emblema heráldico que durante más de 400 años ha identificado a la distrito especial de Santiago de Cali, capital del departamento del Valle del Cauca (Colombia), siendo concedido por la Princesa Juana de Austria Regente de España, a nombre del Rey Felipe II, por medio de la Real Cédula dada en Valladolid el 17 de junio de 1559.
El escudo y la bandera son los principales símbolos de la ciudad, forman parte de la imagen institucional de la administración municipal, por lo cual siempre están presentes en los actos protocolarios, en la papelería oficial, en las obras públicas, etc.

## Real Cédula que concede el escudo de armas
Armas de la Ciudad de Santiago de Caly

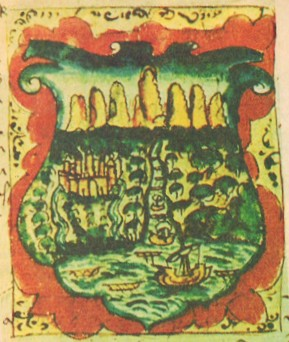
Dibujo de las Armas de Santiago de Cali que vino integrado en la real cédula.

Don Phelipe por la gracia de Dios Rey de Castilla, de León. de Aragón, de las dos Sicilia, de Jerusalem, de Navarra, de Granada, de Valencia, de Galicia, de Mallorcas, de Sevilla, de Cerdeñiá, de Córdoba, de Córcega, de Murcia, de Jaen, de los Algarbes, de Algecira, de Gibraltar, de las islas de Canaria, del las Indias, islas y Tierra Firme del mar océano, Conde de Barcelona, Señor de Vizcaya y de Molina, Duque de Atenas y de Neopatria, Conde de Rusellón y de Cerdania del mar océano, Archiduque de Austria, Duque de Borgoña, de Brabante y de Milán, etc. 
Por cuanto Francisco Ponce, en nombre de la ciudad de Caly, de la Provincia de Popayán, que es en las nuestras Indias del Mar Océano, me ha sido informado con toda verdad que los vecinos della nos han servido con toda lealtad en lo que se ha ofrecido, como muy leales vasallos, e me suplicó que para que de vuestros servicios y de los vecinos della y de su lealtad quedase memoria, os mandase señalar armas, como las tenían las otras ciudades desa tierra, o como la mi merced fuere; e yo, acatando lo susodicho helo habido por bien. Por ende, por la presente, por os hacer merced, es nuestra voluntad que agora y de aquí adelante esa dicha ciudad haya y tenga por sus armas conocidas un escudo que dentro del tenga siete mogotes de color de tierra; que el de en medio sea más alto que los otros, y a la mano derecha de la parte de abajo esté una ciudad de oro entre dos rios y árboles verdes, y en lo bajo del dicho escudo esté un puerto de mar con una nao, surta a la boca del dicho rio, que sale del dicho mogote y entra en la mar, y con otras naos el dicho (rio) arriba, con unas canoas con sus remos en unas aguas azules y blancas, según que aquí va pintado y figurado en un escudo tal como este, las cuales dichas armas damos a esta dicha ciudad por sus armas y divisa señalada para que las pueda traer y poner y traiga en sus pendones y escudos, sellos y banderas y estándartes y las otras partes y lugares que quisiéredes y por bien tuviéredes, según y como y de la forma y manera que las ponen y traen las otras ciudades de nuestros Reinos a quien tenemos dadas armas y divisas, y por esta nuestra Carta encargamos al Ilustrísimo Príncipe don Carlos, nuestro muy caro y amado hijo, y mandamos a los Infantes, nuestros muy caros hermanos e a los Perlados, Duques, Marqueses, Condes, Ricos Homes, Maestres de las Ordenes, Priores, Comendadores y Encomendadores, Alcaides de los castillos y casas fuertes y llanas, y a los del nuestro Consejo, Presidente y Oidores de las nuestras Audiencias, Alcaldes, Alguaciles de la nuestra casa y Corte, y todos los Concejos, Corregidores, Alcaldes, Alguaciles, Merinos, Prebostes, Veinte y quatros, Regidores, Jurados, Caballeros, escuderos, oficiales y homes buenos de las ciudades, villas y lugares de las dichas nuestras Indias, islas y tierra firme del mar océano, assi á los que ahora son, como a los que serán de aquí adelante, y a cada uno y cualesquier dellos, en su jurisdicción, que sobre ello fueren requeridos, que guarden y cumplan y hagan guardar y cumplir la dicha merced, de que así hacemos a esa dicha ciudad de las dichas armas, que las hayan y tengan por sus armas conocidas y os las dejen como tales poner y traer; y que en ello, ni en parte dello, embargo ni contrario alguno, vos no pongan, ni consientan poner en tiempo alguno, ni por alguna manera, so pena de la mi merced y de cincuenta mil maravedís para la nuestra Cámara a cada uno que lo contrario hiciese. Dada en la Villa de Valladolid, a veinte y siete días del mes de junio, año del nacimiento de Nuestro Señor Jesucristo de mill quinientos y cincuenta y nueve.
Yo La Princesa
Yo, Alonso de Luyando, Secretario del Despacho Real de Su Magestad, la hice escrebir por su mandado, y su alteza en su nombre.

### Error en la Real Cédula
En la real cédula se constata un error del rey Felipe II:

y en lo bajo del dicho escudo esté un puerto de mar con una nao, surta a la boca del dicho rio, que sale del dicho mogote y entra en la mar

Este error se debió a que el rey ignoraba totalmente la situación topográfica de la ciudad y la supuso asentada a la orilla del mar.

## Regulación y uso

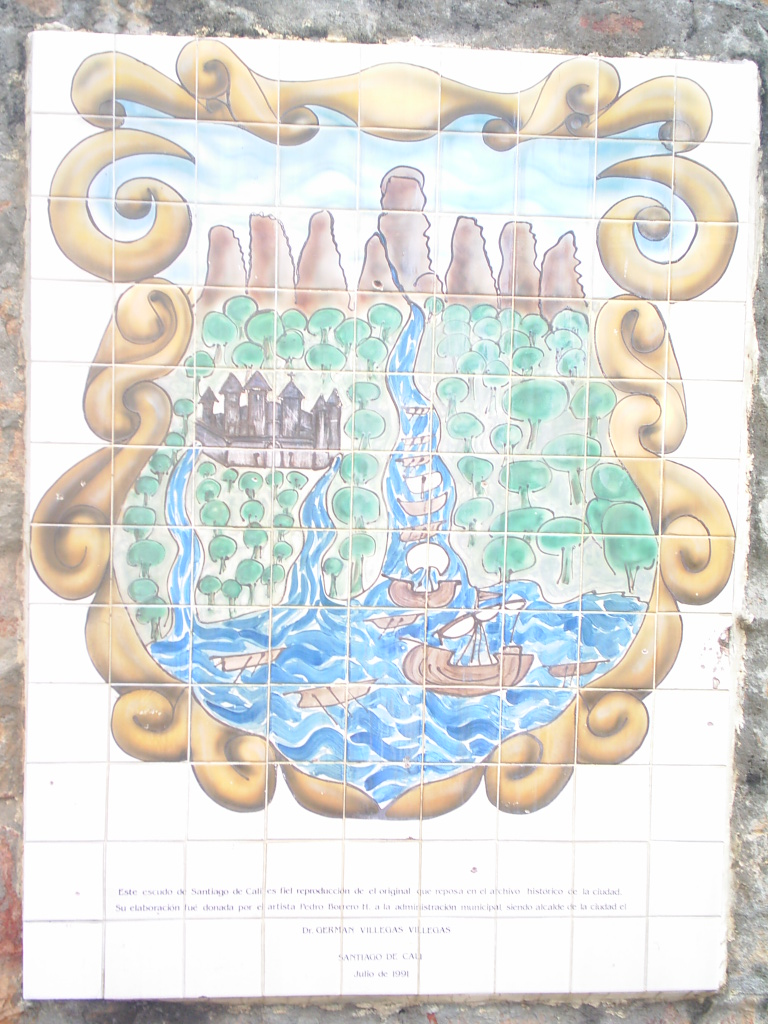
Escudo de Cali en el barrio San Antonio.

El escudo de Cali, junto con la bandera y el himno, tiene el reconocimiento de símbolo oficial del municipio de Santiago de Cali según el Decreto n.º 057 del 13 de febrero de 2003, Capítulo I. "De la ciudad y sus Símbolos". Además, el decreto fuera de ratificar las armas concedidas el 17 de julio de 1559 por Juana de Portugal, Regente de España, regula el uso del escudo en los siguientes términos:
Artículo 3º. El Escudo.
Fue concedido el 17 de julio de 1559 por Juana de Portugal, Regente de España, por Real Cédula del Gobierno de España.
“Consta de siete mogotes de color de tierra, el de en medio más alto que los otros y a la derecha de la parte de abajo está una ciudad de oro entre dos ríos y árboles verdes y en la parte inferior un puerto de mar con una nao surta a la boca de un río arriba con más canoas con sus remos en unas aguas azules y blancas”.
Usos
El escudo de Cali se puede usar:
- Impreso en estampillas municipales.
- Pintado, esculpido o en placas en las fachadas de los edificios municipales.
- Impreso en títulos acreditativos de condecoraciones.
- Impreso en publicaciones oficiales como reglamentos y decretos.
- Impreso en correspondencia, sellos y membretes de uso oficial.
- Distintivos usados por las autoridades locales.
- Objetos de uso oficial en los que deba figurar por su carácter representativo.
- En la bandera de Cali que permanezca en el despacho del alcalde.
- En los pendones institucionales de la Administración municipal.
- En la publicidad oficial de prensa y televisión.

Prohibiciones:
- Se prohíbe la utilización del Escudo de Santiago de Cali dentro de cualquier símbolo de partidos políticos, sindicatos, asociaciones o entidades privadas.

## Versiones del escudo
